# Petroquímica União
Petroquímica União S.A. foi uma empresa do setor petroquímico, localizada nas cidades de Santo André e em Mauá, produtora de etileno, propileno, butadieno, hidrogênio, LPG, pentenos e aromáticos para gasolina, benzeno, 0-xileno, P-xileno e solventes, pioneira do setor petroquímico brasileiro. Junto com outras 04 empresas - Brasivil Resinas Vinílicas Ltda, Poliolefinas S.A., Copamo - Consórcio Paulista de Manômero Ltda e Empresa Brasileira de Tetrâmero Ltda - tinha como principal acionista a holding Unipar (União de Indústrias Petroquímicas S.A.) até ser vendida e incorporada à Braskem, onde atualmente é conhecida como Unidade de Insumos Básicos (Unib3).

## História
Inicialmente um projeto dos empresários dos grupos Soares Sampaio, Moreira Salles e Ultra, que tinham o interesse de construir um central petroquímica próxima à Refinaria de Exploração de Petróleo União, pertencente ao grupo Soares Sampaio. Os empresários brasileiros tentaram se associar à petroleiras americanas para viabilizar o projeto, a Union Carbide, a Gulf Oil Corporation e a Phillips Petroleum, no entanto não houve acordo para levar adiante a empreitada. Foi só com a entrada da Petrobrás no projeto através da sua subsidiária para o setor, a Petroquisa, que fora criada em 1967, que a construção pode ir adiante.
O evento de lançamento da pedra fundamental da fábrica da Petroquímica União no bairro de Capuava, em 11 de abril de 1969 marcou o início da parceria entre o poder público e a iniciativa privada no setor petroquímico, e contou com a presença do Presidente da República, Arthur da Costa e Silva, do governador Abreu Sodré e do embaixador francês, François Labouyaye.
Em 15 de junho de 1972 a Petroquímica União iniciou suas operações, com capacidade para produzir 180 mil toneladas de eteno. Nesse mesmo ano entra em produção a empresa Poliolefinas, responsável pela produção de polietileno de baixa intensidade, e a Brasivinil, produtora de PVC, que juntamente com Carbocloro, já em funcionamento, Copamo e Tetrâmero completam projeto petroquímico da UNIPAR.
Em 1973, a Petrobrás Química S.A. – Petroquisa, adquire o controle acionário e a direção da Petroquímica União S.A. A terceira fase do projeto da Petroquímica União foi concluída em março de 1974, atingindo o número de 300 mil toneladas anuais. No mesmo ano, a extensão do gasoduto ligando a central à unidade da Union Carbide, em Cubatão foi concluída.
Na década de 1980, a Petroquímica União inaugurou a unidade de resinas de petróleo, com produção de 10 mil toneladas ao ano. Esse componente era utilizado na fabricação de adesivos, tintas e borrachas.
Entretanto, a deterioração do cenário econômico e financeiro do país nos anos 1980 e a adesão ao ideário do Consenso de Washington fez com que a participação da Petrobrás no setor petroquímico fosse colocada no rol de privatizáveis pelo Presidente eleito, Fernando Collor. As ações da Petroquisa na Petroquímica União, assim como todas as ações que a estatal detivesse em outras empresas do setor, foram colocadas no Fundo Nacional de Desestatização. Mesmo sob a presidência de Itamar Franco as privatizações na petroquímica prosseguem e o leilão da Petroquímica União ocorre em 24 de Janeiro de 1994, no qual a Union Carbide adquire 13% do capital e um dos integrantes do consórcio Polibrasil (Ipiranga, Suzano, Shell e outros) ficou com 6,5% do capital, além de Unipar, Itaú, Odebrecht, Oxiteno e Unigel. Os funcionários se organizaram em uma empresa – a Sociedade dos Empregados da Petroquímica União (SEP) – e adquiriram 10% do capital.
Em 2002 a Petroquímica União completou 30 anos de existência sem nunca parar a sua produção.
Em 2008, é criada a Quattor, controlada pela Unipar (que possui 60% das ações ordinárias) e pela Petrobras (40%), formada a partir da consolidação dos ativos da Rio Polímeros, da Suzano Petroquímica, da Petroquímica União e da Unipar.
Em 23 de janeiro de 2009, a Petroquímica União teve sua denominação alterada para Quattor Químicos Básicos S.A..
Em junho de 2009,  a Quattor Químicos Básicos S.A. foi incorporada pela Polietilenos União (empresa controlada pela Quattor), que passou a se chamar Quattor Química S.A.. Em 1º de setembro de 2010, a Quattor Química S.A. foi incorporada pela Quattor.
Em janeiro de 2010, foram concluídas as negociações para aquisição da Quattor, por meio de um acordo celebrado entre Odebrecht, Petrobras, Braskem e Unipar, para aquisição da participação de 60% da Unipar na Quattor. Em fevereiro de 2011, a compra da Quattor pela Braskem é aprovada pelo CADE.
A Quattor teve sua denominação social alterada para Braskem Qpar S.A  em 05 de dezembro de 2011 e foi incorporada pela Braskem em 1ª de dezembro de 2014.